# پرچم سوریه
پرچم سوریه (به عربی: علم سوريا)، پرچم رسمی و ملی این کشور است. این پرچم به عنوان پرچم ملی و نشان ملی شناخته می‌شود.

## تاریخچه

### سوریه بعثی(۱۹۸۰–۲۰۲۴)
تناسب ۱:۲ این پرچم با نام «پرچم سبز» از ۱۹۳۰ برای جمهوری نخست و دوم سوریه استفاده شد. این پرچم پس از استقلال سوریه در ۱۷ آوریل ۱۹۴۶ تا سال ۱۹۵۸ و تشکیل جمهوری متحد عربی (یا اتحاد سوریه و مصر) پرچم رسمی این کشور بود. در سال ۱۹۵۸ از پرچم تازه‌ای با الهام از انقلاب ۱۹۵۲ مصر رونمایی شد.
پس از انحلال جمهوری متحد عربی در سال ۱۹۶۱ پرچم سبز دوباره تا سال ۱۹۶۳ پرچم رسمی سوریه بود.
پرچم سبز پس از پرچم سوریه بعثی طولانی‌ترین زمان استفاده را در تاریخ این کشور را دارد و تا سال ۲۰۲۴ در مجموع به مدت ۲۷ سال به عنوان پرچم سوریه شناخته می‌شد. پس از سال ۲۰۲۴ از نسبت ۲:۳ این پرچم استفاده می‌شود.
مخالفان سوریه بعثی، پرچم آن رژیم را درآمیخته با کودتای ۱۹۶۳ سوریه و پرچم سبز را پرچم استقلال می‌خوانند. موافقان آن رژیم، پرچم سبز سال ۱۹۳۲ را نماد دوران قیمومت فرانسه بر سوریه و لبنان می‌دانند.

### دولت سرپرست سوریه

پرچمی که توسط دولت سرپرست سوریه به صورت موقت مورد استفاده قرار می‌گرفت.

## معنی رنگ‌ها
| رنگ  | سمبل                                                                  |
| ---- | --------------------------------------------------------------------- |
| سرخ  | نماد خاندان هاشمی. مبارزه خونین برای آزادی.                           |
| سفید | نماد خاندان اموی. آینده روشن و صلح‌آمیز.                               |
| سبز  | نماد خاندان فاطمی یا خلفای راشدین. ستاره‌ها نماینده مصر و سوریه هستند. |
| سیاه | نماد خاندان عباسی. حکمرانی قدرتمند.                                   |

### ستاره‌ها
گفته می‌شود سه ستاره سرخ وسط پرچم در ابتدا نمایانگر سه منطقه حلب، دمشق و دیرالزور بوده‌اند.